# Mistrzostwa NCAA Division I w Zapasach w 1973
Mistrzostwa NCAA Division I w zapasach rozgrywane były w Seattle w dniach 8–10 marca 1973 roku. Zawody odbyły się w Hec Edmundson Pavilion, na terenie Uniwersytetu Waszyngtona.

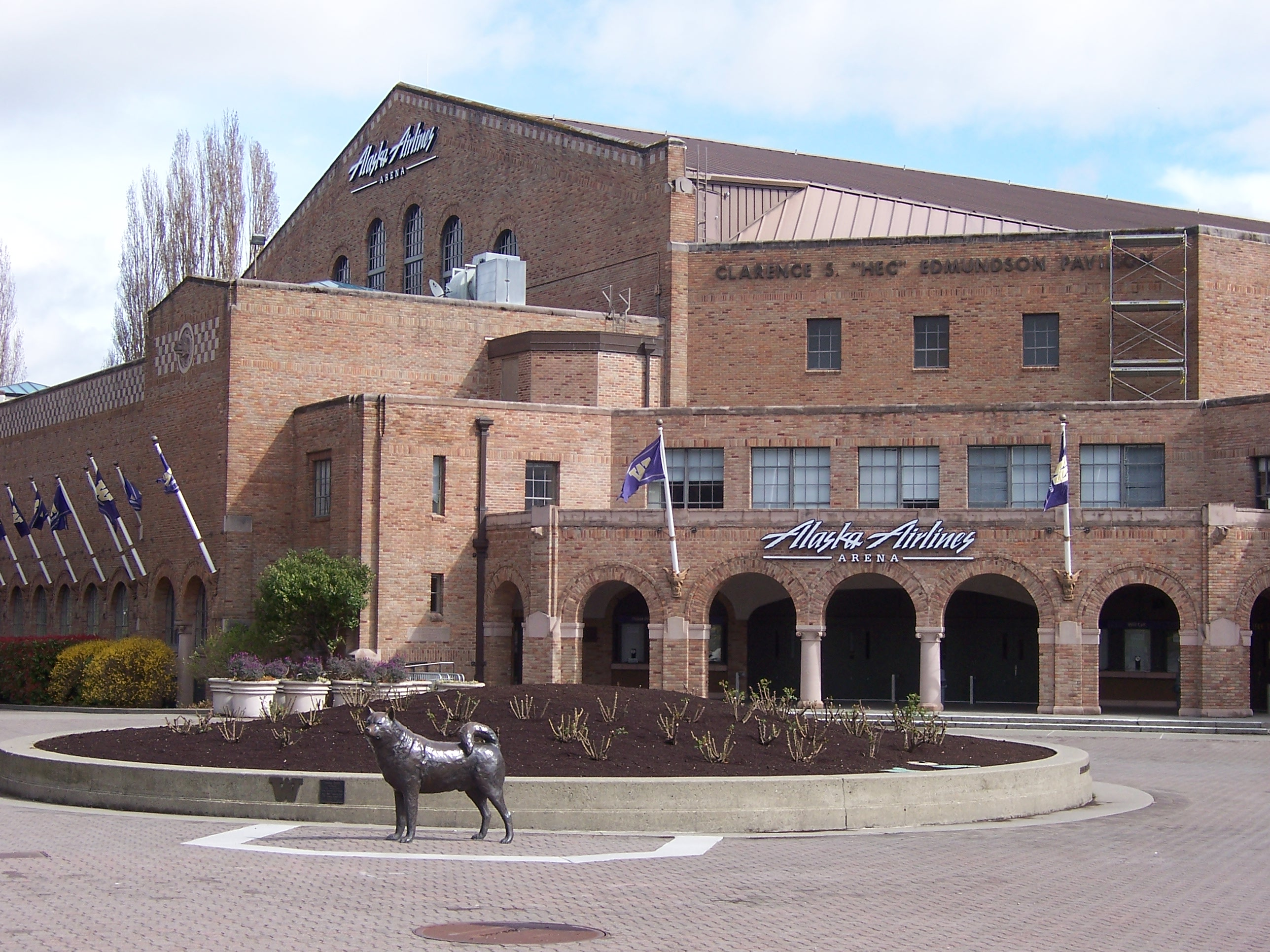
Hala

- Outstanding Wrestler – Greg Strobel

## Wyniki

### Drużynowo
| Kolejność | Szkoła                    | Zespół     |
| --------- | ------------------------- | ---------- |
| 1.        | Iowa State University     | Cyclones   |
| 2.        | Oregon State University   | Beavers    |
| 3.        | University of Michigan    | Wolverines |
| 4.        | Brigham Young University  | Cougars    |
| 5.        | Oklahoma State University | Cowboys    |
| 6.        | University of Oklahoma    | Sooners    |

### All American

#### 118 lb
| Lp. | Zawodnik     | Szkoła         |
| --- | ------------ | -------------- |
| 1.  | Dan Sherman  | Iowa           |
| 2.  | Tom Phillips | Oregon State   |
| 3.  | Jim Brown    | Michigan       |
| 4.  | Dale Brumit  | Arizona        |
| 5.  | Dan Kida     | San Jose State |
| 6.  | Gary Breece  | Oklahoma       |

#### 126 lb
| Lp. | Zawodnik     | Szkoła         |
| --- | ------------ | -------------- |
| 1.  | Mark Massery | Northwestern   |
| 2.  | Ron Glass    | Iowa State     |
| 3.  | John Fritz   | Penn State     |
| 4.  | Bill Davids  | Michigan       |
| 5.  | Billy Martin | Oklahoma State |
| 6.  | John Smith   | Ball State     |

#### 134 lb
| Lp. | Zawodnik        | Szkoła         |
| --- | --------------- | -------------- |
| 1.  | Don Rohn        | Clarion        |
| 2.  | Bobby Stites    | Oklahoma State |
| 3.  | Laron Hansen    | Brigham Young  |
| 4.  | Bill Fjetland   | Iowa State     |
| 5.  | Jeff Guyton     | Michigan       |
| 6.  | Conrad Calendar | Michigan State |

#### 142 lb
| Lp. | Zawodnik      | Szkoła             |
| --- | ------------- | ------------------ |
| 1.  | Dan Muthler   | Navy               |
| 2.  | Reed Fehlberg | Brigham Young      |
| 3.  | Tom Brown     | Washington         |
| 4.  | Lee Petersen  | North Dakota State |
| 5.  | Tim Williams  | Colorado State     |
| 6.  | Tom Milkovich | Michigan State     |

#### 150 lb
| Lp. | Zawodnik         | Szkoła     |
| --- | ---------------- | ---------- |
| 1.  | Jarrett Hubbard  | Michigan   |
| 2.  | Rich Lawinger    | Wisconsin  |
| 3.  | Dan Holm         | Iowa       |
| 4.  | Brian Oswald     | Ohio       |
| 5.  | Chris Horpel     | Stanford   |
| 6.  | Mike Fitzpatrick | Washington |

#### 158 lb
| Lp. | Zawodnik      | Szkoła                |
| --- | ------------- | --------------------- |
| 1.  | Wade Schalles | Clarion               |
| 2.  | Mike R. Jones | Oregon State          |
| 3.  | Rod Kilgore   | Oklahoma              |
| 4.  | Allyn Cooke   | California Poly-State |
| 5.  | Bob Tscholl   | Ohio                  |
| 6.  | Hajime Shinjo | Washington            |

#### 167 lb
| Lp. | Zawodnik      | Szkoła           |
| --- | ------------- | ---------------- |
| 1.  | Bill Simpson  | Clarion          |
| 2.  | Doug Wyn      | Western Michigan |
| 3.  | Jeff Callard  | Oklahoma         |
| 4.  | Keith Abens   | Iowa State       |
| 5.  | Don Stumpf    | SIU Carbondale   |
| 6.  | Terry DeStito | Lehigh           |

#### 177 lb
| Lp. | Zawodnik      | Szkoła          |
| --- | ------------- | --------------- |
| 1.  | Rich Binek    | Iowa State      |
| 2.  | Gene Barber   | TCNJ            |
| 3.  | Bill Knippel  | Seattle Pacific |
| 4.  | Warren Reid   | Oklahoma        |
| 5.  | Jim Crumley   | Oregon State    |
| 6.  | Bill Reinbolt | Ohio State      |

#### 190 lb
| Lp. | Zawodnik       | Szkoła            |
| --- | -------------- | ----------------- |
| 1.  | Greg Strobel   | Oregon State      |
| 2.  | Johnny Johnson | Northern Illinois |
| 3.  | Ben Ohai       | Brigham Young     |
| 4.  | Fletcher Carr  | Tampa             |
| 5.  | Al Nacin       | Iowa State        |
| 6.  | Russ Johnson   | Ohio State        |

#### UNL
| Lp. | Zawodnik      | Szkoła         |
| --- | ------------- | -------------- |
| 1.  | Chris Taylor  | Iowa State     |
| 2.  | Jim Hagen     | Oregon State   |
| 3.  | Joel Kislin   | Hofstra        |
| 4.  | Gary Ernst    | Michigan       |
| 5.  | Charlie Getty | Penn State     |
| 6.  | Tom Hazell    | Oklahoma State |